# Eupelmus spermophilus
Eupelmus spermophilus är en stekelart som beskrevs av Filippo Silvestri 1915. Eupelmus spermophilus ingår i släktet Eupelmus och familjen hoppglanssteklar.
Artens utbredningsområde är Eritrea. Inga underarter finns listade i Catalogue of Life.